# Na Vršíčku
Na Vršíčku (deutsch: Steinbühl, 552 m) ist ein kaum bewaldeter Berg östlich der Selb-Wunsiedler Hochfläche im tschechischen Naturpark Smrčiny (deutsch: Fichtelgebirge), 1,5 km von der Staatsgrenze Deutschland–Tschechien entfernt. Er liegt ca. 2 km südöstlich von Libá (deutsch: Liebenstein), Kreis Cheb (Eger).

## Geographie
In der geomorphologischen Gliederung des Nachbarlandes Tschechien wird auch das Hazlovská pahorkatina (deutsch: Haslauer Hügelland) dem (inneren) Fichtelgebirge als Haupteinheit Smrčiny (I3A-1) zugeordnet.

## Karte
Digitale Ortskarte 1:10.000 Bayern (Nord) des Landesamtes für Vermessung und Geoinformationen Bayern